# 「悪魔と姫ぎみ」オリジナル・サウンド・トラック
『「悪魔と姫ぎみ」オリジナル・サウンド・トラック』（あくまとひめぎみ-）は、1981年（昭和56年）3月25日に発売された日本のアルバムである。吉田秋生原作のアニメーション映画『悪魔と姫ぎみ』のサウンドトラック・アルバムで、プロデュースは近田春夫、演奏が近田春夫&ビブラトーンズ（のちのビブラトーンズ）の前身「人種熱＋近田春夫」である。

## 概要・略歴
1981年3月20日、いまは亡き「ミドリヤ渋谷店」（現THE PRIME渋谷プライム館）でホール上映公開された意欲作、映画『悪魔と姫ぎみ』（監督高橋良輔）のオリジナル・サウンドトラックである。本アルバムのプロデュース、つまり同映画の音楽プロデューサーは近田春夫で、近田は前年の1980年（昭和55年）に架空の映画のサウンドトラックとして、オリジナルアルバム『星くず兄弟の伝説』をリリースしていた。
近田は映画『悪魔と姫ぎみ』の主題歌に、1975年（昭和50年）にアイドル歌手としてデビューしたままシングルを出せずにいた実力派・青木美冴を起用、また演奏と編曲に窪田晴男や福岡ユタカのバンド・人種熱を起用した。挿入歌には、自らがプロデュースした人気バンド・ジューシィ・フルーツのサードシングル『十中八九N・G』（同年2月1日発売）の英語ヴァージョンを採用した。英詞は作詞家のメアリー・スティックルスに発注した。
本シングルの音源は2009年4月現在、CD化あるいはデジタル音源化されてはいない。

## 収録曲

### Side A
1. Goin'にMy Way - 青木美冴 / 人種熱＋近田春夫
  - 作詞 森雪之丞、作曲 近田春夫、編曲 人種熱＋近田春夫
2. 悪魔のテーマ - 人種熱＋近田春夫
  - 作曲 近田春夫、編曲 人種熱＋近田春夫
3. キミはステキ - 人種熱＋近田春夫
  - 作曲 窪田晴男、編曲 人種熱＋近田春夫
4. 十中八九N・G （English Version） - ジューシィ・フルーツ
  - 作詞 沖山優司、訳詞 メアリー・スティックルス、作曲 近田春夫、編曲 ジューシィ・フルーツ
5. ヒースクリフの肖像 - 人種熱＋近田春夫
  - 作曲 窪田晴男、編曲 人種熱＋近田春夫

### Side B
1. 毒薬 - 人種熱＋近田春夫
  - 作曲 窪田晴男、編曲 人種熱＋近田春夫
2. 姫・その愛 - 人種熱＋近田春夫
  - 作曲 近田春夫、編曲 人種熱＋近田春夫
3. 悪魔城の戦い - 人種熱＋近田春夫
  - 作曲 近田春夫、編曲 人種熱＋近田春夫
4. キョウイチ - 人種熱＋近田春夫
  - 作曲 近田春夫、編曲 人種熱＋近田春夫
5. 夢みるカカオ - 青木美冴 / 人種熱＋近田春夫
  - 作詞 森雪之丞、作曲 近田春夫、編曲 人種熱＋近田春夫

## 註
1. ↑  #外部リンク内の日本映画データベース「悪魔と姫ぎみ」リンク先の記述を参照。